# Municipio de Green Lake (Míchigan)
El municipio de Green Lake (en inglés: Green Lake Township) es un municipio ubicado en el condado de Grand Traverse en el estado estadounidense de Míchigan. En el año 2010 tenía una población de 5784 habitantes y una densidad poblacional de 61,35 personas por km².

## Geografía
El municipio de Green Lake se encuentra ubicado en las coordenadas 44°38′35″N 85°45′19″O / 44.64306, -85.75528. Según la Oficina del Censo de los Estados Unidos, el municipio tiene una superficie total de 94.28 km², de la cual 75.57 km² corresponden a tierra firme y (19.84%) 18.71 km² es agua.

## Demografía
Según el censo de 2010, había 5784 personas residiendo en el municipio de Green Lake. La densidad de población era de 61,35 hab./km². De los 5784 habitantes, el municipio de Green Lake estaba compuesto por el 96.4% blancos, el 0.28% eran afroamericanos, el 1.18% eran amerindios, el 0.55% eran asiáticos, el 0.07% eran isleños del Pacífico, el 0.16% eran de otras razas y el 1.37% pertenecían a dos o más razas. Del total de la población el 1.82% eran hispanos o latinos de cualquier raza.